# Xã Pembroke, Quận Kankakee, Illinois
Xã Pembroke (tiếng Anh: Pembroke Township) là một xã thuộc quận Kankakee, tiểu bang Illinois, Hoa Kỳ. Năm 2010, dân số của xã này là 2.140 người.